# Негруца, Пётр Семёнович
Пётр Семёнович Негруца — советский хозяйственный, государственный и политический деятель, Герой Социалистического Труда.

## Биография
Родился в 1936 году в Винницкой области. Член КПСС.
С 1957 года — на хозяйственной, общественной и политической работе. В 1957—1996 гг. — горнорабочий, бригадир горнорабочих очистного забоя шахтоуправления имени А. Ф. Засядько комбината «Донецкуголь» Министерства угольной промышленности Украинской ССР.
Указом Президиума Верховного Совета СССР от 29 декабря 1973 года присвоено звание Героя Социалистического Труда с вручением ордена Ленина и золотой медали «Серп и Молот».
Делегат XXVI и XXVII съездов КПСС.
Жил в Донецке.